# Triceratia araeoceras
Triceratia araeoceras är en ringmaskart som beskrevs av William Aitcheson Haswell 1883. Triceratia araeoceras ingår i släktet Triceratia och familjen Aphroditidae. Inga underarter finns listade i Catalogue of Life.